# NGC 1709
NGC 1709 = NGC 1717 è una galassia lenticolare situata nella costellazione di Orione, a una distanza di circa 226 milioni di anni luce dalla nostra Via Lattea.

## Scoperta
La galassia è stata scoperta il 15 gennaio 1849 dall'astronomo irlandese George Johnstone Stoney e venne in seguito inserita nel New General Catalogue con la designazione NGC 1717. Cinque anni più tardi, l'8 dicembre 1854, la galassia venne nuovamente osservata da un altro astronomo irlandese, R. J. Mitchell. La sua descrizione venne poi inserita nel New General Catalogue con la designazione NGC 1709.
Da notare che che i siti NASA/IPAC Extragalactic Database (NED) e SIMBAD identificano NGC 1717 con un stella.